# Risoluzione 364 del Consiglio di sicurezza delle Nazioni Unite
La risoluzione 364 del Consiglio di sicurezza delle Nazioni Unite, adottata il 13 dicembre 1974, ha preso atto dei rapporti del Segretario generale e del governo di Cipro sulle condizioni prevalenti sull'isola, nonché della risoluzione 3212 dell'Assemblea generale e delle precedenti risoluzioni.
Il Consiglio ha quindi prorogato lo stazionamento della Forza di pace delle Nazioni Unite a Cipro per altri sei mesi fino al 15 giugno 1975, nella speranza che per allora dei progressi sufficienti verso una soluzione finale avrebbero reso possibile un ritiro almeno parziale e ha nuovamente fatto appello alla tutte le parti in conflitto di estendere la loro piena cooperazione alla Forza.
La risoluzione è stata adottata con 14 voti contrari; la Cina non ha partecipato al voto.